# Azoöspermie
Azoöspermie is het volledig afwezig zijn van zaadcellen in het sperma.
Er worden twee vormen van azoöspermie onderkend:
- Obstructieve azoöspermie: bij deze vorm worden er weliswaar zaadcellen aangemaakt, maar de zaadcellen komen niet in het ejaculaat terecht door een fysieke blokkade, bijvoorbeeld een afgesloten zaadleider als gevolg van een eerdere sterilisatie.
- Niet-obstructieve azoöspermie: bij deze vorm is er een probleem bij de aanmaak van zaadcellen (spermatogenese).

Om de diagnose te stellen, worden drie spermamonsters onderzocht. Twee ervan worden gecentrifugeerd om oligozoöspermie uit te sluiten. Wanneer vaststaat dat er geen zaadcellen zijn, zal worden onderzocht wat de reden daarvan is. Is er geen fructose aanwezig in het sperma, dan is de kans groot dat de zaadleiders verstopt zijn. Door middel van microchirurgie kan dan soms de doorgang weer vrijgemaakt worden.
Het probleem kan ook liggen bij de hormoonproductie. Aan de hand van de hoeveelheid FSH, LH, testosteron en prolactine kan gezocht worden naar de plaats van het probleem. In enkele gevallen is het dan mogelijk met succes een behandeling in te stellen.
Een laatste test is een testikelbiopsie. Hierbij wordt een stukje weefsel uit een teelbal genomen om te kijken of er zaadcellen worden geproduceerd. In de meeste gevallen van azoöspermie is dit niet het geval. Donorinseminatie of adoptie zijn dan de enige alternatieven om kinderen te krijgen.
Bij een vermoeden dat een zaadleider is afgesloten, kan semen direct uit de bijbal worden verkregen. Dit gebeurt door een chirurgische ingreep, percutane epididymale sperma-aspiratie (PESA). Als alternatief kunnen zaadcellen uit het testikelweefsel worden gehaald, testiculaire sperma-extractie (TESE).
In verreweg de meeste gevallen van azoöspermie bij doorgankelijke zaadleiders is het probleem niet behandelbaar. Zijn er nog wel een paar zaadcellen te bekennen, dan kan ICSI worden overwogen om een bevruchting te bewerkstelligen.